# Colonia Benito Juárez, Durango
Colonia Benito Juárez är en ort i Mexiko.   Den ligger i kommunen San Juan del Río och delstaten Durango, i den centrala delen av landet, 800 km nordväst om huvudstaden Mexico City. Colonia Benito Juárez ligger 1 574 meter över havet och antalet invånare är 122.
Terrängen runt Colonia Benito Juárez är kuperad åt nordost, men åt sydväst är den platt. Colonia Benito Juárez ligger nere i en dal. Runt Colonia Benito Juárez är det mycket glesbefolkat, med 6 invånare per kvadratkilometer. Närmaste större samhälle är San Juan del Rio, 13,7 km söder om Colonia Benito Juárez. Omgivningarna runt Colonia Benito Juárez är i huvudsak ett öppet busklandskap.